# Pseudoligosita babylonica
Pseudoligosita babylonica is een vliesvleugelig insect uit de familie Trichogrammatidae. De wetenschappelijke naam is voor het eerst geldig gepubliceerd in 2005 door Viggiani.